# (72534) 2001 DZ99
2001 دي زد 99 (ويعرف أيضًا باسم (72534) 2001 دي زد 99 وفق تسمية الكوكب الصغير) (بالإنجليزية: 2001 DZ99)‏ هو كويكب ضمن حزام الكويكبات؛ وترتيبه 72534 من حيث الاكتشاف.
اكتُشف هذا الجُرم الفلكي بواسطة تعقب الأجرام القريبة من الأرض في 17 فبراير 2001.

## وصلات خارجية
- (72534) 2001 DZ99 في قاعدة بيانات مختبر الدفع النفاث لأجرام النظام الشمسي الصغيرة

- الاكتشاف · مخطط المدار ·  العناصر المدارية · المعلمات المادية

- (72534) 2001 DZ99 على موقع ويكي سكاي: DSS2, SDSS, GALEX, IRAS, Hydrogen α, X-Ray, Astrophoto, Sky Map, Articles and images